# سیارک ۱۹۵۳۹
سیارک ۱۹۵۳۹ (به انگلیسی: 19539 Anaverdu، نامگذاری:1999JO14) نوزده هزار و پانصد و سی و نهمین سیارک کشف شده‌است که در ۱۴ مه ۱۹۹۹ کشف شد.
قدر مطلق سیارک برابر ۱۵٫۵۰ است.